# Protocole Ganzfeld
Ne doit pas être confondu avec Effet Ganzfeld.

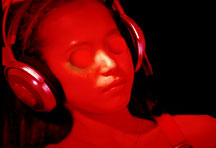
Participant à une expérience de Ganzfeld : deux demi balles de ping-pong sont parfois placées sur les yeux, pour uniformiser le champ visuel.

Le Ganzfeld (champ sensoriel uniforme) est un protocole utilisé en parapsychologie pour étudier les perceptions extra-sensorielles, et plus particulièrement la télépathie. Il a été inventé par Wolfgang Metzger en 1930 puis développé par les parapsychologues Charles Honorton et Robert Morris dans les années 1980.
Selon des parapsychologues comme Dean Radin et Daryl Bem, les résultats des expériences de Ganzfeld montrent une déviation significative par rapport au hasard,,. Susan Blackmore et Ray Hyman (en) critiquèrent activement ces résultats dans les années 1990,,,.
Une réplication fiable et indépendante des expériences de Ganzfeld n'a pas été réalisée à ce jour, et ce protocole est considéré par les milieux scientifiques comme découlant de théories pseudo-scientifiques,,,,.

## Description du protocole
Le protocole se déroule de la sorte: le percipient (un participant qui tente de recevoir des images de l'autre participant) est confortablement installé dans un fauteuil, il a les yeux fermés et porte un casque audio émettant un bruit blanc. Il décrit ce qu’il perçoit tandis qu’un agent (l'émetteur), situé dans une autre pièce, regarde une cible (une image généralement) sélectionnée aléatoirement.
Le percipient doit ensuite classer quatre images (l'image cible + trois leurres) selon leurs similitudes avec ce qu’il a pu voir et ressentir lors de la session de Ganzfeld. S’il classe en première position la cible initiale, c’est une réponse correcte, dans l’autre cas, c’est une mauvaise réponse. Si aucun lien télépathique n'a lieu, le taux de réussite du percipient ne doit pas différer significativement du hasard (ici 25 %).
Le protocole est donc globalement le même que celui utilisé pour les expériences portant sur les rêves télépathiques sauf que le sujet n’est pas endormi, il est dans un état second. D’autres modifications ont été apportées, notamment au niveau des cibles qui sont pour la plupart dynamiques (des extraits de film par exemple).

## Les résultats
Entre 1974 et 1981, plusieurs expériences sont réalisées,,. Sur ces 28 études, 23 présentent des résultats positifs et 12 sont considérées statistiquement significatives par les parapsychologues Charles Honorton et Daryl Bem.
Une autre méta-analyse reprend les mêmes études et en ajoute 10 récentes. La méta-analyse tient compte des critiques énoncées : elle évalue la similitude des études avec celles de l'Autoganzfeld et montre l'importance des conditions de l'Autoganzfeld pour obtenir des résultats positifs.
De nombreux débats ont eu lieu autour des résultats du Ganzfeld, en particulier dans des revues de psychologie comme le Psychological Bulletin. Les sceptiques considèrent que les résultats obtenus par la méthodologie Ganzfeld sont décevants, et ne prouvent pas l'existence du Psi,. L'usage des méta-analyses est vivement critiqué dans ce domaine, comme étant inadéquat. Parmi les critiques du professeur de psychologie Ray Hyman à l'encontre des expériences menées furent une analyse statistique incorrecte des résultats par les réalisateurs de ces expériences, et des expériences en elles-mêmes mal réalisées, notamment à cause de possibles fuites sensorielles : les percipients pouvaient entendre ce qui se passait dans la chambre voisine de l'émetteur; dans d'autres cas, il était possible que des éléments tels que les empreintes digitales de l'émetteur soient visibles sur l'objet cible pour que le percipient puisse le voir.
En 1994, Daryl Bem publia un article dans la revue Psychological Bulletin (co-écrit avec Honorton mais publié après la mort de ce dernier) ou il argua que les résultats des expériences réalisées étaient encourageants, bien qu'insuffisants. En 1999, les psychologues expérimentaux Richard Wiseman et Julie Milton publièrent dans le même Psychological Bulletin une critique approfondie du document de Honorton et Bem. Wiseman et Milton arguent du fait que les résultats autoganzfeld n'ont pas été répliqués par un nombre suffisamment important de chercheurs, et que les analyses sur les expériences de Ganzfeld menées montrent une taille d'effet proche de zéro et un cumul global statistiquement non significatif.